# Церковь Николая Чудотворца (Бейт-Джала)
Це́рковь Святителя Николая Чудотворца (араб. معبد القديس نيقولاوس‎) — православный храм в Бейт-Джале. Относится к Иерусалимской православной церкви. Настоятель — протоиерей Павел Ал Алаам.

## История

### Монастыри
По местному преданию, на месте храма с начала III века находился монастырь святого великомученика Георгия, несколько раз претерпевший разрушение и возобновление. В следующем веке, в 305 году в опустевшем монастыре поселились монахи из Анатолии. Крупный монастырь с храмами святого великомученика Георгия Победоносца и святителя Николая Чудотворца упоминается в документах 415—418 годов. Он был разрушен мамлюками в XIV веке. В период Османской империи русскими монахами здесь же был устроен последний по времени существования монастырь.

### Храм
Самое раннее известие о церкви Святителя Николая Чудотворца относится к 1466 году, когда храм упоминается в «Хожении гостья Василья». Вероятно, этот храм был построен при монастыре в XIII—XIV веках.
В 1921 году местная община начала строительство новой церкви на месте разрушенной старой церкви, закончившееся в 1925 году.
Во время реконструкции была подтверждена древность остатков старого пола, а также обнаружена крипта.

## Архитектура, убранство
Храм расположен в старой части Бейт-Джалы. Иконостас высечен из камня. 
Под храмом находится крипта V—VI веков, ранее служившая усыпальницей, а затем сосудохранительницей. На полу сохранилась византийская мозаика V века. Вдоль северной стены храма в скале выдолблен подземный ход в виде узкого коридора с 2 вертикальными рядами высеченных полок.
Согласно местному преданию, найденная крипта — это место подвигов святителя Николая Чудотворца во время его паломничества в Святую Землю в 312—315 годах.
В память о событиях, произошедших во время Шестидневной войны, когда в Бейт-Джале не пострадало ни одно здание, в церковь из Бари была передана частица мощей святителя Николая.

## Приход

### Духовенство
| Настоятели храма   | Настоятели храма                                                |
| Даты               | Настоятель                                                      |
| ------------------ | --------------------------------------------------------------- |
| … — …              | …                                                               |
| 2007 — наст. время | протоиерей Павел Ал Алаам (араб. الأب بولس العلام‎, род. в 1975) |

### Традиции
Ежегодно в день праздника святителя Николая Чудотворца 19 декабря в город съезжается большое количество паломников, проходят уличные шествия, ярмарки, представления, религиозные процессии. День начинается в 7:30 Литургией в храме святителя Николая, продолжающейся до полудня. Затем процессия спускается в пещеру святого под храмом. После полудня все идут в зал православного клуба на концерт местных церковных хоров.